# Лінн-Гроув (Айова)
Лінн-Гроув (англ. Linn Grove) — місто (англ. city) в США, в окрузі Буена-Віста штату Айова. Населення — 163 особи (2020).

## Географія
Лінн-Гроув розташований за координатами 42°53′38″ пн. ш. 95°14′37″ зх. д. / 42.89389° пн. ш. 95.24361° зх. д. (42.893890, -95.243647).  За даними Бюро перепису населення США в 2010 році місто мало площу 1,58 км², з яких 1,51 км² — суходіл та 0,07 км² — водойми.

## Демографія
Згідно з переписом 2010 року, у місті мешкали 154 особи в 81 домогосподарстві у складі 42 родин. Густота населення становила 98 осіб/км².  Було 93 помешкання (59/км²).
Расовий склад населення:
| - 96,8 % — білих - 0,6 % — чорних або афроамериканців - 2,6 % — осіб інших рас |

До двох чи більше рас належало 0,0 %. Частка іспаномовних становила 8,4 % від усіх жителів.
За віковим діапазоном населення розподілялося таким чином: 16,9 % — особи молодші 18 років, 66,2 % — особи у віці 18—64 років, 16,9 % — особи у віці 65 років та старші. Медіана віку мешканця становила 51,7 року. На 100 осіб жіночої статі у місті припадало 92,5 чоловіків;  на 100 жінок у віці від 18 років та старших — 88,2 чоловіків також старших 18 років.
Середній дохід на одне домашнє господарство  становив 48 784 долари США (медіана — 39 375), а середній дохід на одну сім'ю — 64 477 доларів (медіана — 53 125). Медіана доходів становила 40 208 доларів для чоловіків та 38 750 доларів для жінок. За межею бідності перебувало 4,4 % осіб, у тому числі 0,0 % дітей у віці до 18 років та 8,7 % осіб у віці 65 років та старших.
Цивільне працевлаштоване населення становило 88 осіб. Основні галузі зайнятості: виробництво — 23,9 %, освіта, охорона здоров'я та соціальна допомога — 18,2 %, роздрібна торгівля — 12,5 %, сільське господарство, лісництво, риболовля — 11,4 %.